# Конрад фон Валбек
Конрад фон Валбек (на немски: Konrad von Walbeck; * 1018; † 1073) е през 11 век граф на Валбек и бургграф на Магдебург.

## Произход
Той е син на граф Фридрих фон Валбек (974 – 1018), бургграф на Магдебург, и първата му съпруга Титбурга (Титберга). Внук е на граф Зигфрид I фон Валбек Стари († 990) и съпругата му Кунигунда фон Щаде (956 – 997). Племенник е на историка Титмар Мерзебургски (975 – 1018), от 1009 г. епископ на Мерзебург, на Зигфрид фон Валбек († 1032), от 1022 г. епископ на Мюнстер, и на Бруно фон Валбек († 1049), от 1034 г. епископ на Ферден. Брат е на Бригида, абатиса в манастир Св. Лауренций в Магдебург, и полубрат на Майнфрид бургграф фон Магдебург († 1079), който го наследява след смъртта му.

## Фамилия
Конрад се жени за Аделхайд от Бавария. Те имат една дъщеря наследничка: 
- Матилда, наследничка на Валбек, омъжена за граф Дитрих фон Пльотцкау.